# The Covered Trailer
Pour plus de détails, voir Fiche technique et Distribution.
The Covered Trailer est un film américain réalisé par Gus Meins, sorti en 1939.

## Synopsis
La famille Higgins se prépare pour une croisière tant attendue à Rio de Janeiro, mais alors que le père Joe fait ses adieux à ses collègues, la mère Lil sabote involontairement leurs plans en disant à l'agent d'assurance Wells que Joe n'a que quarante-quatre ans, et non quarante-cinq, et qu'il n'est donc pas éligible pour percevoir l'assurance-rente qui devait payer la croisière. Honteux vis-à-vis de leurs amis, Joe, Lil, leur fille Betty et leur fils Tommy décident d'accompagner leur fils Sidney et leur grand-père Ed Carson lors de leur partie de pêche. Grand-père est irrité de voir sa vie privée perturbée, mais la famille part en voiture et dans une caravane. Ella Jones, une veuve qui éprouve une passion non partagée pour grand-père, les suit.

## Fiche technique
- Réalisation : Gus Meins
- Scénario : Jack Townley (en), d'après une histoire de Jack Townley et M. Coates Webster
- Photographie : Arthur Martinelli
- Montage : Ray Snyder
- Musique : Cy Feuer, William Lava
- Genre:  Comédie domestique[1]
- Production : Republic Pictures
- Durée : 66 minutes
- Date de sortie : 10 novembre 1939

## Distribution
- James Gleason : Joe Higgins
- Lucile Gleason : Lil Higgins
- Russell Gleason (en) : Sidney Higgins

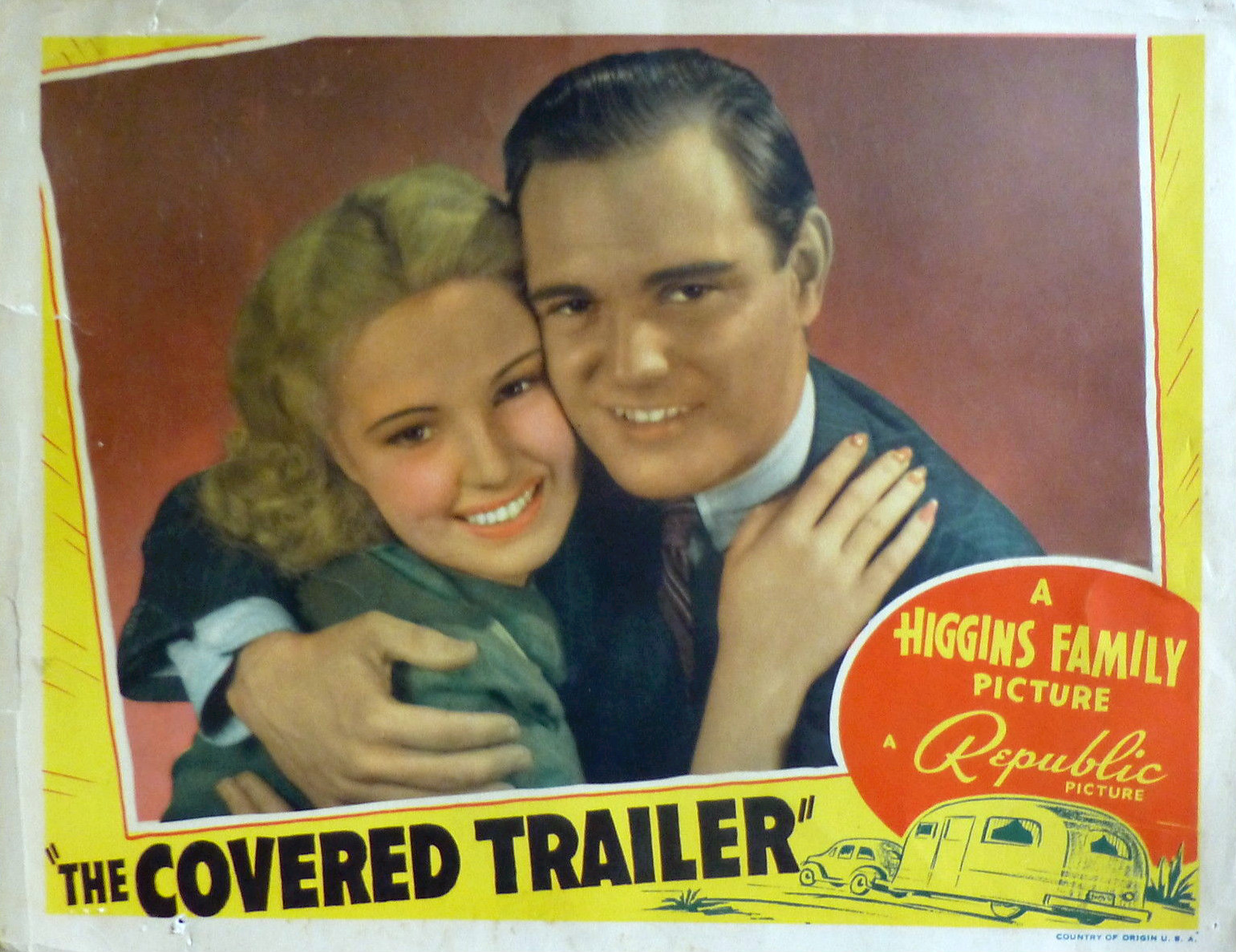
Mary Beth Hughes et Russell Gleason.

- Harry Davenport : Grandpa Ed Carson
- Mary Beth Hughes : Betty Higgins
- Tommy Ryan : Tommy Higgins
- Maurice Murphy : Bill Williams
- Maude Eburne : Widow Ella Jones
- Spencer Charters : Sheriff
- Tom Kennedy : Otto
- Hobart Cavanaugh : E. L. Beamish
- Pierre Watkin : Horace Cartwright
- Frank Dae : chef de la Police
- Richard Tucker : Docteur
- Willie Best : Baltimore
- Walter Fenner : Wells